# Tomoe Gozen
Tomoe Gozen (巴 御前) japán harcosnő, onna-bugeisa, aki bátorsága miatt vált híressé a 12. századi japán irodalomban. Minamoto no Josinaka oldalán vett részt a Genpei háborúban, ezáltal része volt abban a viszályban, mely az első sógunátus megalakulásához vezetett. Tomoe Gozen az 1184-es avazui csatában tanúsított hűsége és bátorsága révén vált híressé. Családját erős szálak fűzték Josinakához.
Története szerepel a Heike monogatariban, mely több generációnyi szamurájra volt hatással. Számos könyv, film, vers is foglalkozik vele.

## Élete

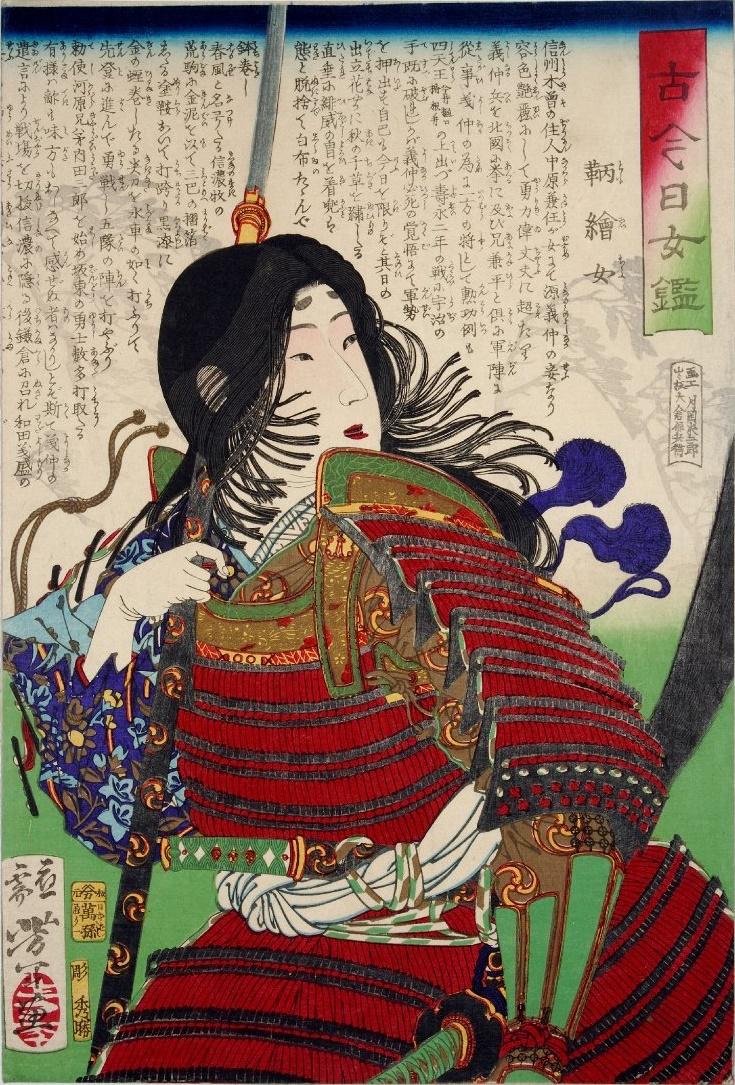
Tomoe Gozen egyik ábrázolása

Tomoe családjának erős kapcsolata volt Josinakával. Apja, Nakahara Kanetó nagy támogatója volt Josinakának és egyben a nevelőapja is, de ami még jelentősebbnek számított az az, hogy Tomoe anyja Josinaka menotója, azaz szoptatós dajkája volt. Az akkori Japánban jellemző volt, hogy a ranggal rendelkező gyermekeket menoto szoptatja, melyért általában a tiszteletet várhatták cserébe fizetség gyanánt. A menoto és családja alapvető szerepet játszott a rájuk bízott gyermekek nevelésében és oktatásában egyaránt. Tomoe Josinaka szolgálatában állt, szeretője volt és egyes feltevések szerint hozzáment feleségül. Két bátyja szintén Josinakát szolgálta, mint hadvezér. Josinaka és testvérei között természetes módon politikai verseny dúlt az öröklés miatt, azonban fogadott testvérei kivételnek számítottak, beleértve Tomoét. A hatalom férfiágon és vérségi köteléken keresztül öröklődött minden nemesi családban, így nem kellett attól tartania, hogy esetleg a jövőben Tomoe megpróbálná elárulni. Valószínűleg ez volt az oka annak, hogy Josinaka és Tomoe olyan szoros kapcsolatot ápoltak egymással.
Josinaka unokatestvére, Joritomo a Minamoto sógunátus feje volt. Köztük később politikai viszály alakult ki. Tomoe jelenlétével támogatta Josinakát a katonai kampányain és nagy hűséggel szolgálta a csatatéren. A lány egy bizonyos hatalommal volt felruházva, mint ippo no taiso[forrás?], azaz vezető parancsnok, aki a sereget a harcba vezette.

## AHeike monogatariban
A Heike monogatari hőseposzban, melyet a 14. század elején írtak, így jellemzik Tomoe Gozent:
„Tomoe különösen gyönyörű volt fehér bőrével, hosszú hajával és bájos vonásaival, emellett rendkívül kiemelkedő képességű íjász. Kardforgatóként felért ezer harcossal is, készen szembeszállni démonnal vagy istennel, akár lóháton vagy  ló nélkül. Nagyszerűen bánt a betöretlen lovakkal, képes volt sértetlenül vágtázni még a veszélyesebb lejtőkön is. Valahányszor háború volt készülőben, Joshinaka Tomoét küldte ki először, mint parancsnoka, masszív páncélzatban, egy túlméretezett karddal valamint egy hatalmas íjjal felszerelve. A lány több hősies tettet hajtott végre, mint bármely más harcosa.”
1184-ben 300 szamuráj harcost vezetett csatába a 2000 fős Taira hadsereg ellen és ugyanebben az évben az avazui csatában számos ellenséggel végzett.
Miután megdöntötték a Tairákat és a nyugati tartományokra száműzték őket, Josinaka elfoglalta Kiotót. A Minamoto klán vezetőjévé kívánt válni. Az unokatestvére Joritomo meg akarta semmisíteni Josinakát, ezért elküldte a testvéreit, Josicunét és Norijorit, hogy megöljék. 1184. február 21-én elkezdődött az avazui csata. Annak ellenére, hogy Josinaka serege bátran harcolt, az ellenség létszámfölénye miatt megsemmisítették őket. Mikor Josinakának csupán néhány harcosa maradt talpon, menekülésre utasította Tomoét. A féltestvérével, Imai no Siro Kanehirával akart meghalni, mert nem bírta volna elviselni azt a szégyent, hogy egy nő mellett haljon meg.
A történetnek számos változata létezik. Az avazui csatában lefejezte a muszasi-i Honda no Morosigét, és a fejét bemutatta Josinakának, valamint megölte Ucsida Iejosit. Azt is sikerült elkerülnie, hogy elfogják.

## A populáris kultúrában
Tomoe Gozen a főszereplője Jessica Amanda Salmonson regénysorozatának, mely egy fantáziabeli Japánban játszódik.
Tomoe Gozenen alapszik Chie Satonaka karaktere a Persona 4 című 2008-as videójátékban.
A Rise of Kingdoms online játékban Tomoe Gozen az egyik karakter; parancsnok íjász képességgel.
Tomoe Gozen kisebb szerepet kapott a 2010-es Riverworld című játékban.
A Fate/Grand Order játékban Tomoe Gozen ’Archer Inferno’ néven ellenségként tűnik fel először, de a telefonos játékban már játszható karakterré válik.
Tomoe Gozen szolgált alapul Tomoe Ame karakterének Stan Sakai képregénysorozatában, az Usagi Yojimboban.
Tomoe Gozen szereplőként tűnik fel a Film Reroll című podcastben.
Tomoe Gozen szereplőként tűnik fel a Nurarihjon no Mago című mangában és animében.
Tomoe Gozent ünneplik a Heian szentélynél tartott Dzsidai macurin (Korok fesztiválja), melyet minden évben október 22-én rendeznek meg.
A Sekiro: Shadows Die Twice című játékban Genichiro Ashina mentoraként említik meg.